# 進藤やす子
進藤やす子（しんどう やすこ、1974年 - ）は日本の女性イラストレーター、大学教員である。

## 来歴
1974年生まれ。父の仕事の都合で香川、石川、愛知、東京と転居。東京都立国分寺高等学校を卒業後、武蔵野美術大学造形学部視覚伝達デザイン学科を卒業した。パッケージデザイナーとして5年間勤務した後フリーランスのイラストレーターとなった。2010年1月からTwitterを開始している。
2023年4月から東北芸術工科大学デザイン工学部グラフィックデザイン学科准教授。

## 人物 ・特徴
好みのファッションの傾向としては主にコンサバティブな服装を挙げている。また、幼少期にスヌーピーのぬいぐるみを持っていたことがきっかけで熱烈なスヌーピーファンでもある。大学生時代はスパイラルパーマをかけていた。

## 服飾についての主張
同じものを色違いで購入する色チ買いについて、「どうせ色チ買いするなら一見違うものに見えるぐらい印象の違うものを買う」というマイルールを持っている。無地のバッグは革モノを持っているのだからという理由でナイロンバッグは柄モノを選ぶことを推奨しており、自身も迷彩柄などのナイロンバッグを持っている。

## 著書
- マンガ美術館&スポットガイド　技術評論社、2006年
- 進藤やす子の新東京クルーズ　ワニブックス、2007年
- 進藤やす子の欲ばりワードローブ　産業編集センター、2010年
- 進藤やす子のおしゃれパトロール　メディアファクトリー、2011年
- 進藤やす子のコンサバ革命　メディアファクトリー、2012年
- 進藤やす子のおしゃれのルール　宝島社、2013年／宝島SUGOI文庫、2015年
- 進藤やす子のミーハークローゼット　メディアファクトリー、2013年
- 進藤やす子の溺愛ワードローブ　産業編集センター、2014年
- 進藤やす子の着回しの天才　集英社、2015年
- 進藤やす子のお買い物のルール　宝島社、2015年
- キラキラHOUSE  ハウス食品グループ、2015年
- 進藤やす子の鉄板コーディネート　宝島社、2016年

### イラスト
- 山崎多賀子の極楽ビューティ体験記　扶桑社、2008年（山崎多賀子著）
- ずぼらちゃんの美肌バイブル　ソフトバンククリエイティブ、2009年（松村圭子著）